# Bass Point (Australien)
Bass Point är en udde i Australien. Den ligger i delstaten New South Wales, i den sydöstra delen av landet, omkring 87 kilometer söder om delstatshuvudstaden Sydney.
Trakten är tätbefolkad. Närmaste större samhälle är Wollongong, omkring 19 kilometer norr om Bass Point. 
Genomsnittlig årsnederbörd är 1 352 millimeter. Den regnigaste månaden är februari, med i genomsnitt 211 mm nederbörd, och den torraste är juli, med 36 mm nederbörd.